# 卡姆佩尔丘

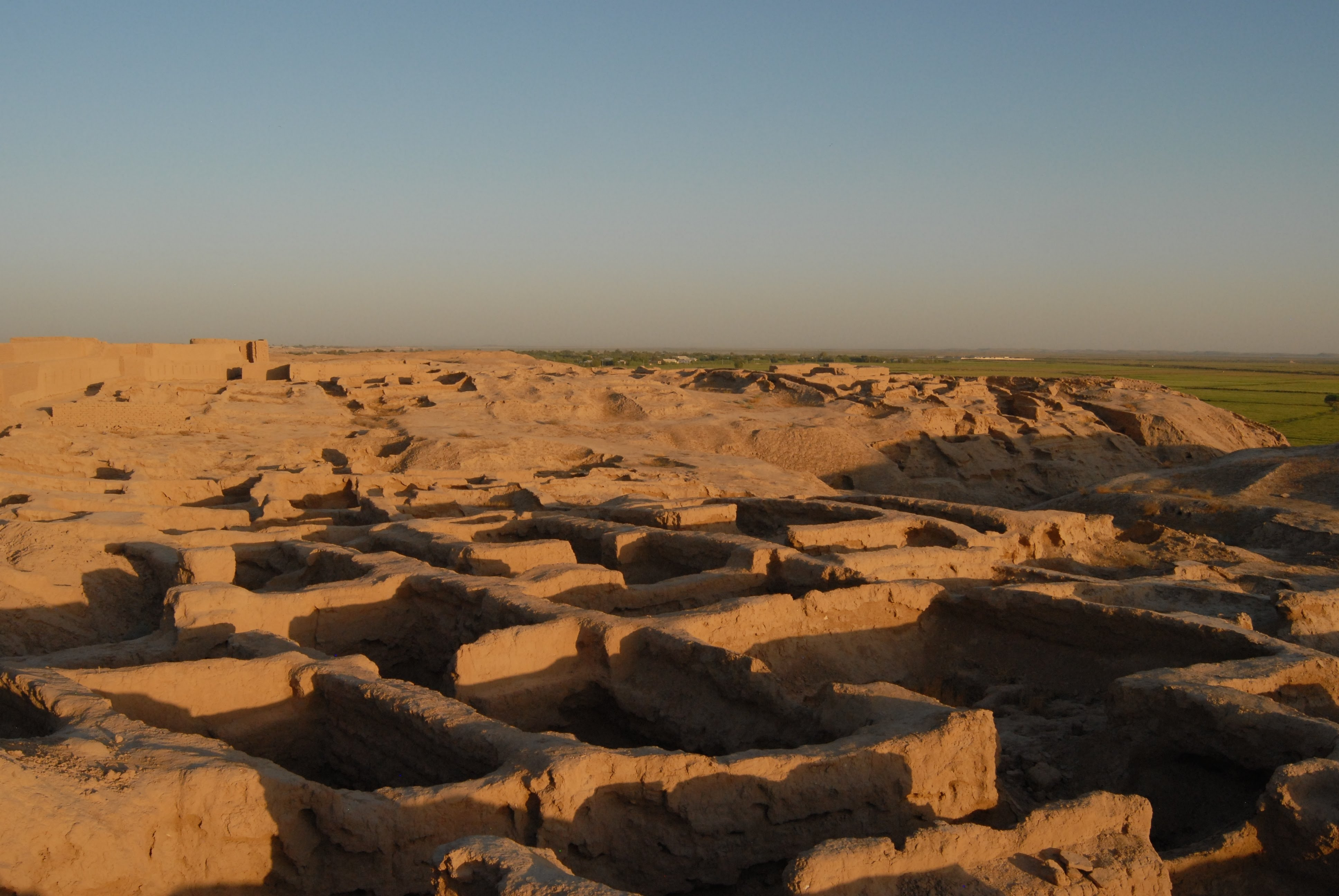
卡姆佩尔丘考古遗址，乌兹别克斯坦

卡姆佩尔丘（Kampirtepa）是乌兹别克斯坦苏尔汉河州铁尔米兹附近的一处考古遗址，位于阿姆河右岸，公元前3世纪-3世纪。《每日电讯报》赞称卡姆佩尔丘是“中亚的庞贝”。瑞德维拉扎认为此处是托勒密记载的乌浒河畔亚历山德里亚。